# Леандер Севільський
Святий Леандер Севільський (ісп. San Leandro de Sevilla; лат. Sanctus Leandrus; прибл. 534 н. е., Картахена — 13 березня 600 або 601, Севілья) єпископ Севільї. Зіграв важливу роль у здійсненні навернення вестготських королів Герменгільда і Реккареда у християнство . Братом (і наступник на посаді єпископа) енциклопедиста св. Ісидора Севільського.

## Біографія
Леандер, Ісидор та їхні брати й сестри належали до елітної родини іспано — римського роду Карфаго-Нова . Їхній батько Северіан, як стверджують їхні агіографи, був дуксом або намісником Картахени, хоча це здається більш химерним тлумаченням, оскільки Ісидор просто стверджує, що він був громадянином. Сім'я, звичайно, була вірними католиками, як і більшість романізованого населення; вестготська знать і королі були аріанцями .
Сім'я переїхала до Севільї близько 554 року. Подальші громадські кар'єри дітей відображають їх видатне походження: Леандр та Ісидор обидва стали єпископами Севільї, а їхня сестра Свята Флорентина була настоятелькою, яка керувала сороком жіночими монастирями та тисячею черниць. Третій брат, Фульгенцій, був призначений єпископом Есії . Усі четверо братів і сестер вважаються святими римо-католицької церкви.
Переслідувань католиків вестготами було менше, ніж розповідають легенди та агіографія. З сучасної точки зору, небезпека католицького християнства була більш політичною. Католицька ієрархія була у змові з представниками східно-римського чи візантійського імператора, який утримував значну територію на крайньому півдні Іспанії з тих пір, як його попередник був запрошений на півострів колишнім королем вестготів кілька десятиліть тому.  намагався зберегти свої володіння на протилежному боці Піренеїв, де його двоюрідні брати і брати Меровінгів кидали на них заздрісні очі.

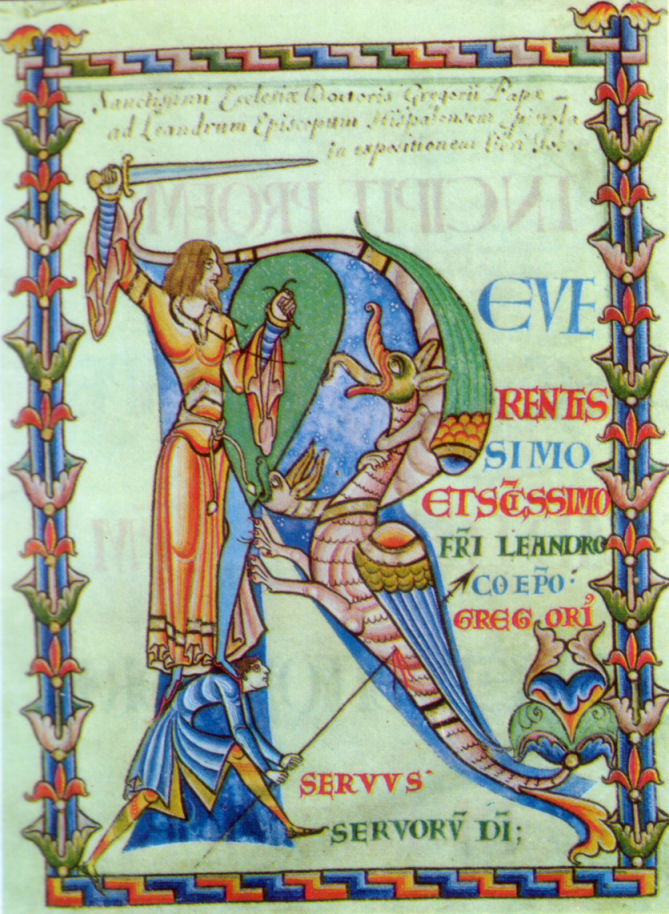
Ілюмінація в рукописі 12-го століття листа святого Григорія до святого Леандра (Бібл. Municipale, MS 2, Діжон)

Леандер, займаючи елітне становище в безпечному оточенні терпимої католицької культури в Севільї, приблизно в 576 році став бенедиктинським ченцем, а потім у 579 році був призначений єпископом Севільї. Тим часом він заснував знамениту школу, яка незабаром стала центром католицької освіти. Як єпископ він мав доступ до католицької меровінгської принцеси Інгунтіс, яка приїхала як наречена для спадкоємця королівства, і він допоміг їй навернути її чоловіка Герменегільда, старшого сина Лювігільда, що не можна чесно відірвати від політичного контексту. . Леандер захищав новонаверненого, навіть коли той пішов на війну зі своїм батьком «проти жорстокої помсти свого батька». П'єр Суау каже: «Намагаючись врятувати свою країну від аріанства, Леандер показав себе православним християнином і далекоглядним патріотом».
Вигнаний Лювігільдом, як виражається в його біографії, коли повстання зазнало невдачі, він відійшов до Візантії — можливо, досить поспішно — з 579 по 582 рік. Можливо, але не доведено, що він намагався підняти візантійського імператора Тиберія II Костянтина до зброї проти аріанського царя; але в будь-якому випадку спроба була безрезультатною. Однак він отримав користь від перебування у Візантії для написання творів проти аріанства, і там познайомився з майбутнім Папою Григорієм Великим, на той час легатом Папи Пелагія II при візантійському дворі. Відтепер двох чоловіків об'єднала тісна дружба, і деяка частина їхнього листування збереглася. У 585 році Лювігільд убив свого непримиренного сина Герменегільда, який є мучеником і святим католицької церкви, а також східної православної церкви . Сам Лювігільд помер у 589 році . Точно невідомо, коли Леандер повернувся із вигнання, але він брав участь у наверненні Реккареда, спадкоємця Лювігільда, і зберіг на нього вплив.
Леандер представив декламацію Нікейського символу віри на месі, як спосіб допомогти зміцнити віру свого народу проти аріанства. У 589 році він скликав Третій собор Толедо, де вестготська Іспанія відмовилася від аріанства. Леандер виголосив тріумфальну заключну проповідь, яку його брат Ісидор назвав Homilia de triumpho ecclesiae ob conversionem Gothorum («проповідь про тріумф Церкви та навернення готів»). Повернувшись із цієї ради, Леандер скликав синод у своєму столичному місті Севільї (Конц. Hisp., I), і ніколи згодом не припиняв своїх зусиль, спрямованих на консолідацію роботи з винищення залишків аріанства, в якій мав піти його брат і наступник св. Ісидор.

## Праці
Від цього письменника залишилися лише два твори: De institutione virginum et contemptu mundi (чернече правило, складене для його сестри) і Homilia de triumpho ecclesiæ ob conversionem Gothorum (PL, LXXII). Святий Ісидор писав про свого брата: «Цей чоловік ввічливого красномовства і видатного таланту сяяв так само яскраво своїми чеснотами, як і своїм вченням. Його вірою і завзяттям готський народ був навернений з аріанства в католицьку віру» (De script. eccles., xxviii).

## Спадщина
На честь Святого Леандра названо місто Сан-Леандро в американському штаті Каліфорнія . Його святкові дні 13 березня (Католицька церква), і 27 лютого (Східна православна церква).